# Rhagoletis juniperina
Rhagoletis juniperina är en tvåvingeart som beskrevs av Marcovitch 1915. Rhagoletis juniperina ingår i släktet Rhagoletis och familjen borrflugor. Inga underarter finns listade i Catalogue of Life.